# Алтайська печера
Алтайська печера (рос. Алтайська) — печера на Семінському хребті, на Алтаї, Алтайський край, Росія. Печера комплексного (горизонтально-вертикального) типу простягання. Загальна протяжність — 4400 м. Глибина печери — 240 м, амплітуда висот — 240 м. Категорія складності проходження ходів печери — 3Б. Печера відноситься до Західноалтайської області Алтайської провінції Алтай-Саянської спелеологічної країни. Кадастровий номер 5144/8533-1.